# Премия Национального совета кинокритиков США за лучший анимационный фильм
Премия Национального совета кинокритиков США за лучший анимационный фильм — одна из премий Национального совета кинокритиков США, присуждается с 2000 года.

## 2000-е
| Год  | Русское название     | Оригинальное название     | Режиссёр                     |
| ---- | -------------------- | ------------------------- | ---------------------------- |
| 2000 | Побег из курятника   | Chicken Run               | Ник Парк                     |
| 2001 | Шрек                 | Shrek                     | Эндрю Адамсон и Вики Дженсон |
| 2002 | Унесённые призраками | 千と千尋の神隠し          | Хаяо Миядзаки                |
| 2003 | В поисках Немо       | Finding Nemo              | Эндрю Стэнтон                |
| 2004 | Суперсемейка         | The Incredibles           | Брэд Бёрд                    |
| 2005 | Труп невесты         | Tim Burton’s Corpse Bride | Тим Бёртон и Майк Джонсон    |
| 2006 | Тачки                | Cars                      | Джон Лассетер                |
| 2007 | Рататуй              | Ratatouille               | Брэд Бёрд                    |
| 2008 | ВАЛЛ-И               | WALL-E                    | Эндрю Стэнтон                |
| 2009 | Вверх                | Up                        | Пит Доктер                   |

## 2010-е
| Год  | Русское название               | Оригинальное название                      | Режиссёр                      |
| ---- | ------------------------------ | ------------------------------------------ | ----------------------------- |
| 2010 | История игрушек: Большой побег | Toy Story 3                                | Ли Анкрич                     |
| 2011 | Ранго                          | Rango                                      | Гор Вербински                 |
| 2012 | Ральф                          | Wreck-It Ralph                             | Рич Мур                       |
| 2013 | Ветер крепчает                 | 風立ちぬ                                   | Хаяо Миядзаки                 |
| 2014 | Как приручить дракона 2        | How To Train Your Dragon 2                 | Дин Деблуа                    |
| 2015 | Головоломка                    | Inside Out                                 | Пит Доктер и Ронни дел Кармен |
| 2016 | Кубо. Легенда о самурае        | Kubo and the Two Strings                   | Трэвис Найт                   |
| 2017 | Тайна Коко                     | Coco                                       | Ли Анкрич и Эдриан Молина     |
| 2018 | Суперсемейка 2                 | Incredibles 2                              | Брэд Бёрд                     |
| 2019 | Как приручить дракона 3        | How to Train Your Dragon: The Hidden World | Дин Деблуа                    |

## 2020-е
| Год  | Русское название                | Оригинальное название               | Режиссёр         |
| ---- | ------------------------------- | ----------------------------------- | ---------------- |
| 2020 | Душа                            | Soul                                | Пит Доктер       |
| 2021 | Энканто                         | Encanto                             | Байрон Ховард    |
| 2022 | Марсель, ракушка в ботинках     | Marcel the Shell with Shoes On      | Дин Флейшер-Кэмп |
| 2023 | Человек-паук: Паутина вселенных | Spider-Man: Across the Spider-Verse | Жуакин Душ и др. |
| 2024 | Поток                           | Straume                             | Гинтс Зилбалодис |